# Ljubostinja
Ljubostinja (srbsky Манастир Љубостиња / Manastir Ljubostinja [ʎubǒːstiɲa]) je srbský pravoslavný klášter poblíž Trsteniku v Srbsku. Monastýr se nachází v malém horském údolí řeky Ljubostinja a je zasvěcený Zesnutí Přesvaté Bohorodice.

## Historie
Klášter byl postaven v letech 1388–1405. V Ljubostinji byla pohřbena kněžna Milica, manželka Lazara Hrebeljanoviće, a první srbská básnířka Jefimija (Jelena), která po bitvě na Kosově poli vstoupila do kláštera spolu s řadou dalších vdov po srbských šlechticích, kteří přišli o život v bitvách na řece Marici a Kosově poli. Ljubostinja je ženský klášter, ve kterém žije asi padesát mnišek.
Za dob Kočinského povstání se vzpoury zúčastnili i obyvatelé z kláštera Ljubostinje. Po krachu povstání Turci klášter vypálili, aby se Srbům pomstili, a většina fresek byla zničena. Při požáru byl objeven tajný poklad kněžny Milice, který byl ukrytý ve zdi kláštera za ikonami. Součástí pokladu byla i koruna knížete Lazara, která se od té doby nachází v Istanbulu.

## Architektura
Klášter Ljubostinja má jednu kupoli a narthex; byl postaven z opracovaných kamenů a fasáda byla nově omítnuta a natřena tak, aby imitovala zdivo z kamene a cihel. Monastýr byl postaven v moravském stylu. Stavitelem byl mistr Rade Borović, jehož jméno je uvedeno na prahu vchodu z narthexu do chrámové lodi. Malby se dochovaly jen zčásti. V narthexu jsou portréty knížete Lazara a kněžny Milice, které vytvořil hieromonk Makarije. Z malířských děl se dochovaly: Velké svátky, Umučení, Zázraky. V chrámu je také velmi cenný ikonostas, který v roce 1822 namaloval Nikola Marković.
Ljubostinja byla v roce 1979 zapsána na seznam Kulturních památek mimořádného významu a je chráněna Srbskou republikou.

## Galerie

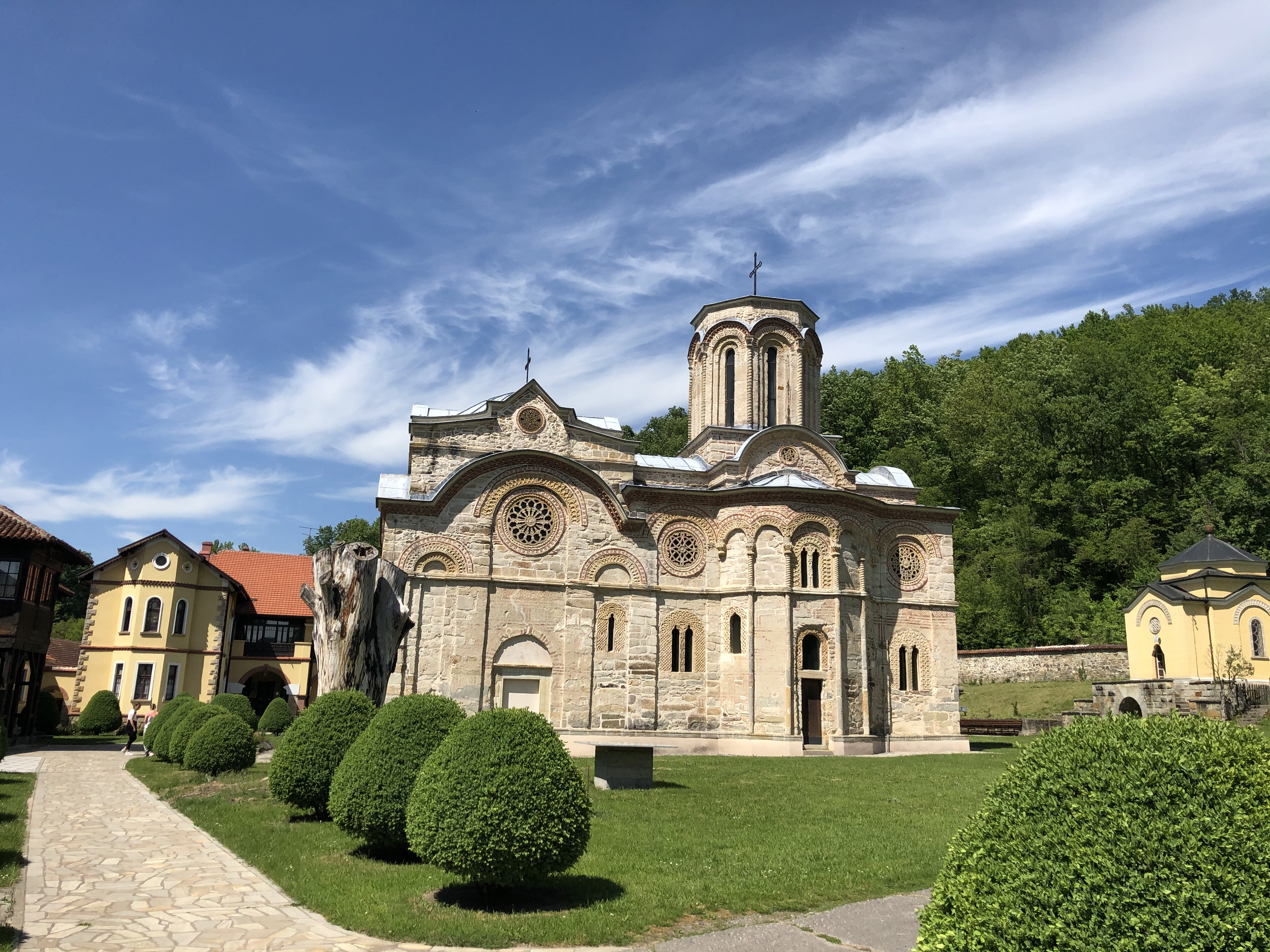
Okolí kláštera
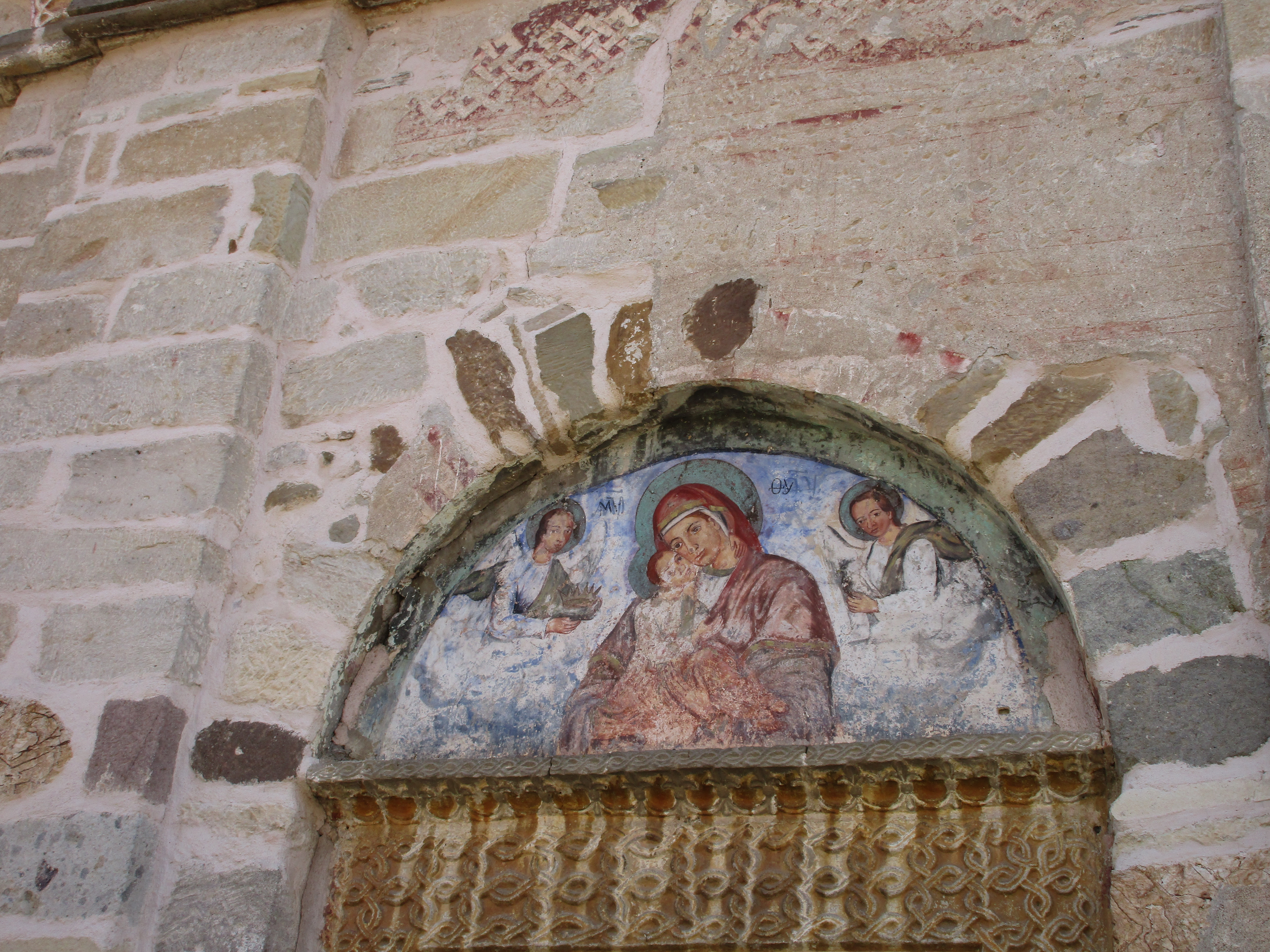
Panna Maria s Dítětem nad vchodem
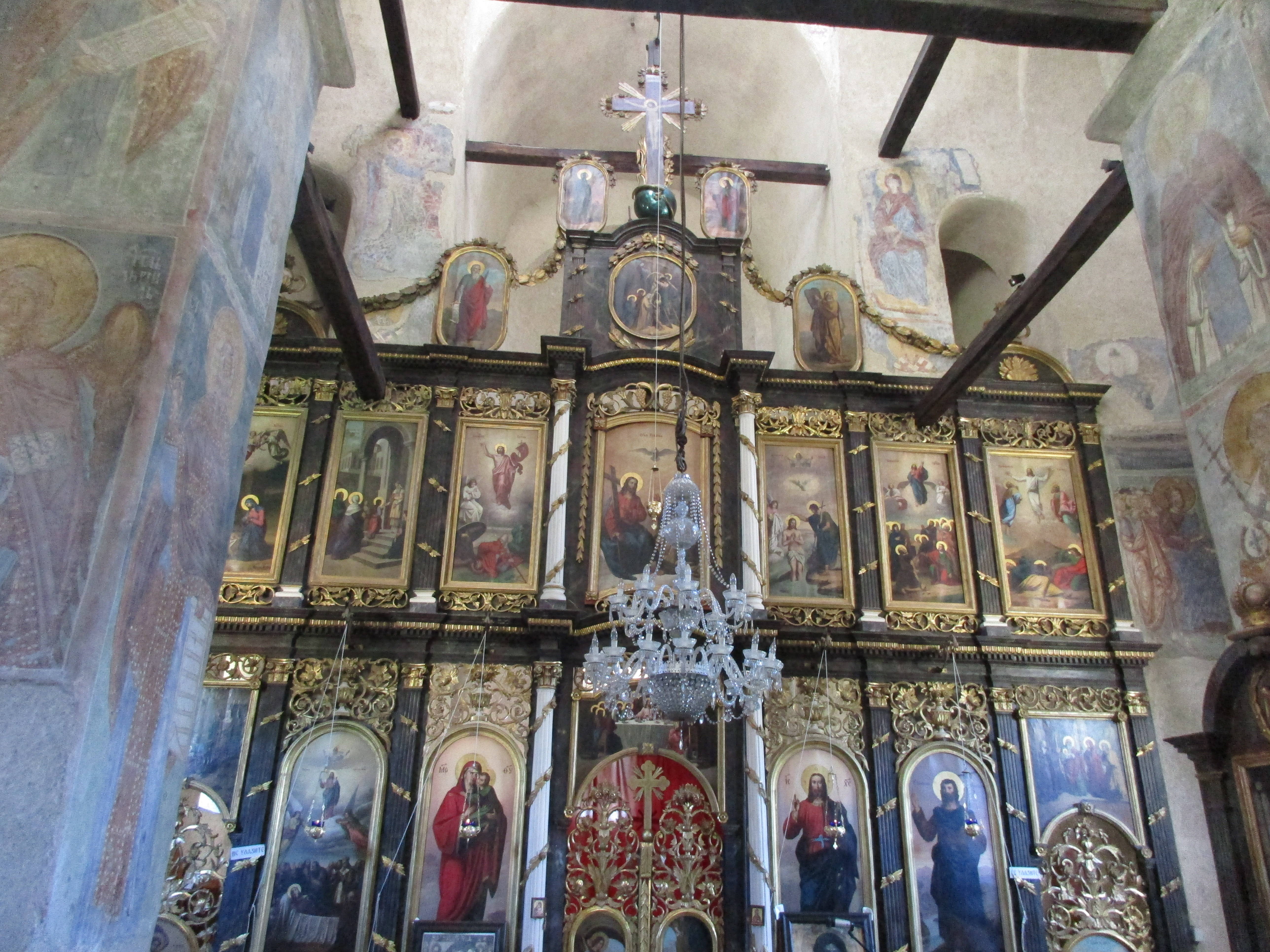
Ikonostas
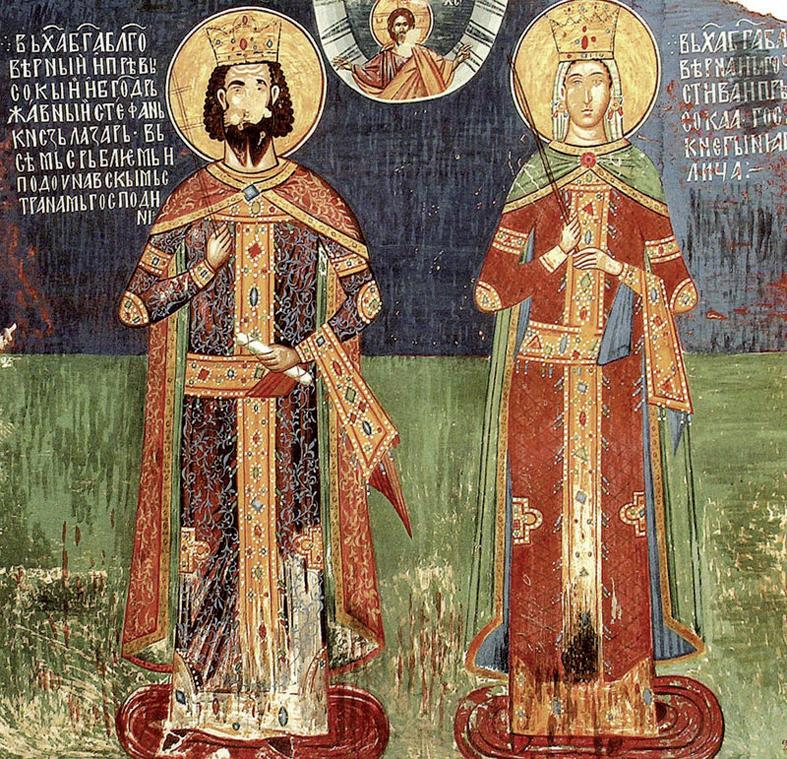
Kníže Lazar a kněžna Milica, freska
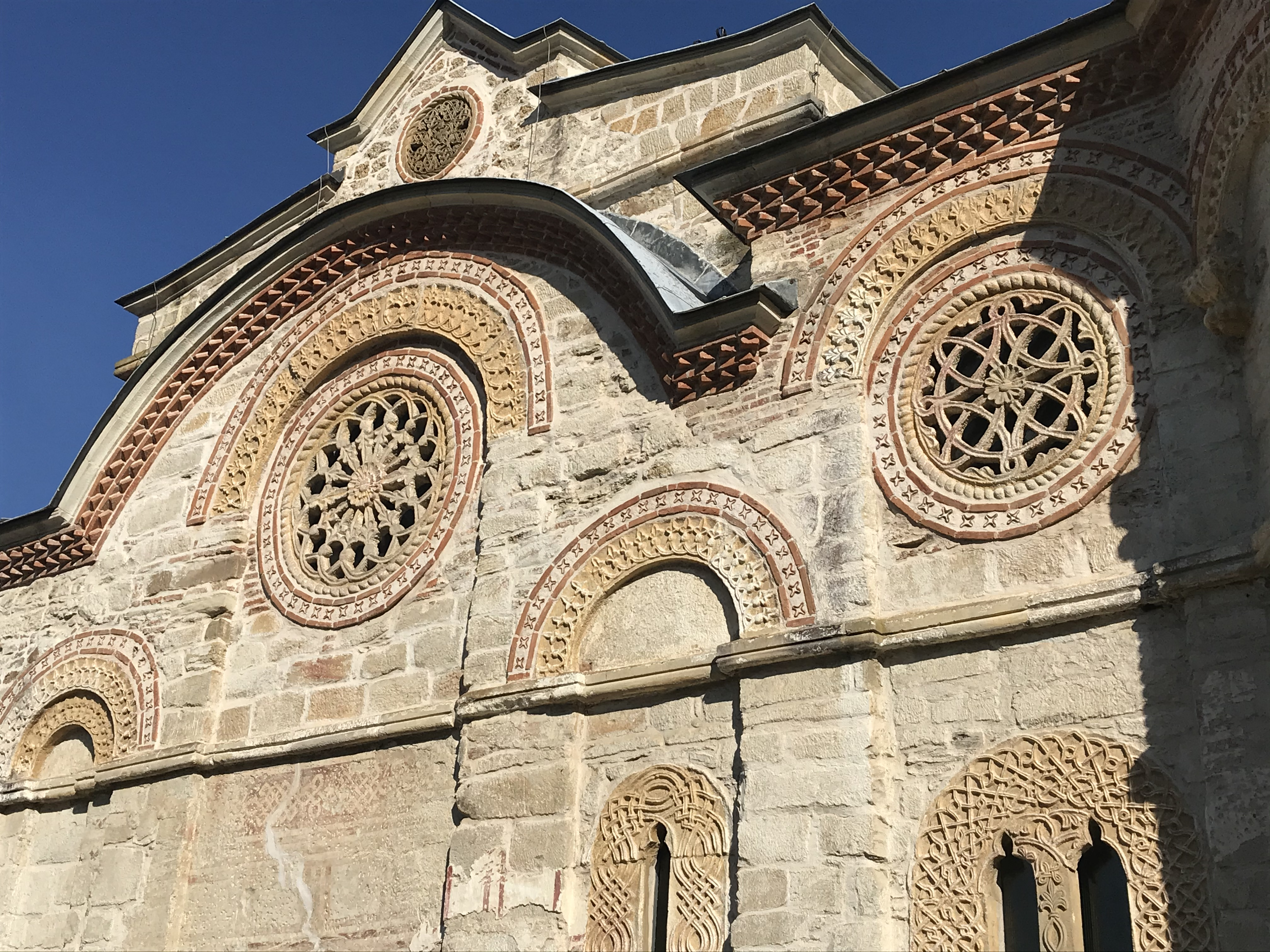
Kamenné ornamenty